# Adénbugten
Adénbugten er en bugt i det Arabiske Hav mellem Yemens sydkyst på den Arabiske Halvø og Somalias nordkyst i Afrika. I den vestlige ende ligger Djibouti.
Bugten er omkring 900 km lang fra øst til vest og omkring 500 bred ved østenden. Der er forbindelse mod nordvest til det Røde Hav gennem Bab el-Mandeb-strædet.
Bugten er kendt for at være plaget af mange pirater, der kaprer skibene og kræver store løsesummer. Der er sikkerhedsfirmaer der har specialiseret sig i at bekæmpe disse pirater. 
12°32′45″N 48°08′44″Ø / 12.54583°N 48.14556°Ø